# Đội tuyển bóng đá bãi biển quốc gia Israel
Đội tuyển bóng đá bãi biển quốc gia Israel đại diện Israel ở các giải thi đấu bóng đá bãi biển quốc tế và được điều hành bởi IFA, cơ quan quản lý bóng đá ở Israel.

## Đội hình hiện tại
Chính xác tính đến 23 tháng 6 năm 2017 (Giao hữu trước Hà Lan)
Ghi chú: Quốc kỳ chỉ đội tuyển quốc gia được xác định rõ trong điều lệ tư cách FIFA. Các cầu thủ có thể giữ hơn một quốc tịch ngoài FIFA.
| Số | VT | Quốc gia | Cầu thủ          |
| -- | -- | -------- | ---------------- |
| 1  | TM |          | Assaf Raz        |
| 3  | TV |          | Nisan Revivo     |
| 4  | HV |          | Alon Levi        |
| 5  | TĐ |          | Sharon Gormezano |
| 6  | HV |          | Yakir Shina      |

| Số | VT | Quốc gia | Cầu thủ                 |
| -- | -- | -------- | ----------------------- |
| 7  | TV |          | Adam Lam                |
| 8  | TĐ |          | Muhammad "Noor" Sarsur  |
| 10 | TV |          | Amer Yatim (đội trưởng) |
| 11 | TV |          | Vitali Ganon            |
| 18 | TM |          | Ben Volovelski          |

Huấn luyện viên: Mamon Amer

## Ban huấn luyện hiện tại
- Trợ lý huấn luyện viên: Liron Fartook
- Huấn luyện viên đội bóng: Nimer Amer
- Huấn luyện viên thủ môn: Dani Shoshan
- Người tập thể lực: Eytan Fridman
- Bác sĩ đội bóng: Dr. Michal Goldoirt

## Huấn luyện viên
| Huấn luyện viên | Năm làm huấn luyện viên |
| --------------- | ----------------------- |
| Benyamin Lam    | 2007–2009               |
| Tzahi Ilos      | 2009–2010               |
| Benyamin Lam    | 2010–2015               |
| Mamon Amer      | 2017–nay                |

## Tham gia
- EBSL Preliminary Event: Athens, Hi Lạp, 2007 – Á quân in Vòng bảng, not promoted.
- Challenge Cup: Netanya, Israel, 2008 – Vô địch
- Vòng loại giải vô địch bóng đá bãi biển thế giới, 2009 – Promoted from Vòng bảng
- Vòng loại giải vô địch bóng đá bãi biển thế giới, 2010 – Hạng ba in Vòng bảng, not promoted.
- EBSL, 2010 – clinched to final berth, Hạng ba in Division B (Promotional Final).